# Aragara femorata
Aragara femorata är en tvåvingeart som beskrevs av Cherian 1985. Aragara femorata ingår i släktet Aragara och familjen fritflugor. Inga underarter finns listade i Catalogue of Life.